# Klubi Sportiv Vllaznia 2012-2013

## Rosa
| N. |                       | Ruolo | Calciatore           |
| -- | --------------------- | ----- | -------------------- |
| 1  | Albania (bandiera)    | P     | Enis Gjokaj          |
| 12 | Albania (bandiera)    | P     | Erkan Spahija        |
| 21 | Montenegro (bandiera) | P     | Miroslav Vujadinović |
| 31 | Albania (bandiera)    | P     | Ervin Hallunaj       |
| 2  | Albania (bandiera)    | D     | Dritan Smajlaj       |
| 3  | Albania (bandiera)    | D     | Halim Begaj          |
| 4  | Albania (bandiera)    | D     | Ervis Kraja          |
| 5  | Albania (bandiera)    | D     | Tauland Nikshiqi     |
| 15 | Albania (bandiera)    | D     | Ergi Lekaj           |
| 18 | Albania (bandiera)    | D     | Elvin Beqiri         |
| 23 | Albania (bandiera)    | D     | Antonio Marku        |
| 44 | Albania (bandiera)    | D     | Klodian Samina       |
|    | Albania (bandiera)    | D     | Gojart Rusi          |
| 5  | Albania (bandiera)    | C     | Alsid Tafili         |
| 6  | Albania (bandiera)    | C     | Bekim Dema           |
| 7  | Albania (bandiera)    | C     | Florind Bardulla     |
| 8  | Albania (bandiera)    | C     | Amarildo Belisha     |
| 11 | Albania (bandiera)    | C     | Arsen Hajdari        |

| N. |                       | Ruolo | Calciatore       |
| -- | --------------------- | ----- | ---------------- |
| 14 | Romania (bandiera)    | C     | Cristian Drăgoi  |
| 17 | Albania (bandiera)    | C     | Paolo Markolaj   |
| 20 | Kosovo (bandiera)     | C     | Ilir Nallbani    |
| 22 | Montenegro (bandiera) | C     | Ivan Delić       |
| 27 | Albania (bandiera)    | C     | Arsid Kruja      |
|    | Albania (bandiera)    | C     | Ersil Ymeraj     |
|    | Albania (bandiera)    | C     | Noris Kozmaj     |
|    | Albania (bandiera)    | C     | Denis Pjeshka    |
|    | Albania (bandiera)    | C     | Ergi Borshi      |
|    | Albania (bandiera)    | C     | Ardit Shkjau     |
| 9  | Albania (bandiera)    | A     | Jurgen Gjini     |
| 10 | Albania (bandiera)    | A     | Ndriçim Shtubina |
| 14 | Albania (bandiera)    | A     | Arlind Kalaja    |
| 18 | Albania (bandiera)    | A     | Stivi Veçaj      |
| 20 | Albania (bandiera)    | A     | Samet Hepaj      |
| 24 | Albania (bandiera)    | A     | Kastriot Rexha   |
| 25 | Albania (bandiera)    | A     | Sindrit Guri     |